# Comuna Mîrotîn, Zdolbuniv
Mîrotîn (în ucraineană Миротин) este o comună în raionul Zdolbuniv, regiunea Rivne, Ucraina, formată din satele Hilcea Perșa, Ivacikove, Mîrotîn (reședința), Viunivșciîna și Zamlînok.

## Demografie
Componența lingvistică a comunei Mîrotîn
     Ucraineană (99,86%)
     Alte limbi (0,14%)
Conform recensământului din 2001, majoritatea populației comunei Mîrotîn era vorbitoare de ucraineană (99,86%), existând în minoritate și vorbitori de alte limbi.